# Piz da la Margna
Der Piz da la Margna ⓘ (3158 m ü. M.) ist ein Berg der Berninagruppe im Engadin im Schweizer Kanton Graubünden. Er liegt südöstlich des Malojapasses und südlich des Silsersees. Der Piz da la Margna wird als die Schildwache des Oberengadins bezeichnet. Von Norden sieht er aus wie ein Schloss. Vom Gipfel aus geniesst man eine prächtige Aussicht über die Seelandschaft des Oberengadins.

## Lage und Umgebung
Der Piz da la Margna gehört zur Margna-Tremoggia-Gruppe, einer Untergruppe der Berninagruppe, die zu den Bernina-Alpen gehören. Er befindet sich komplett auf dem Gemeindegebiet von Bregaglia. Der Piz da la Margna wird im Westen vom Val Forno, im Osten vom Val Fedoz und im Norden von der Valaca, einem Seitental des Oberengadins, eingefasst.
Zu den Nachbargipfeln gehören La Margneta (2788 m) im Norden und Piz Fedoz (3189 m) und Pizzo del Muretto (3106 m) im Süden. Im grösseren Massstab gehören auch der Piz Lunghin (2779 m),  der Piz Grevasalvas (2932 m) und der Piz Lagrev (3165 m) im Norden sowie der Piz Corvatsch (3451 m) im Osten zu seinen Nachbargipfeln.
Der am weitesten entfernte sichtbare Punkt vom Piz da la Margna ist die Punta Merciantaira (Italienisch) oder Grand Glaiza (Französisch) auf der französisch-italienischen Grenze zwischen der Metropolitanstadt Turin (Piemont) und dem Département Hautes-Alpes (Provence-Alpes-Côte d’Azur). Er befindet sich 279 km in südwestlicher Richtung.
Auf der Nordflanke besitzt der Piz da la Margna noch einen kleinen Gletscher, den Vadrec da Murtairac.
Talorte und häufige Ausgangspunkte sind Maloja und Sils Maria.

## Name
Der Name ist abgeleitet aus dem früher im Bergell verbreiteten Familiennamen Margna.

## Routen zum Gipfel

### Sommerrouten

#### Durch die Nordflanke und über den Nordostgrat
Übliche Route
- Ausgangspunkt: Maloja (1815 m)
- Via: Plan di Cavai (1987 m), Murtairac, Vadrec da Murtairac, P.2777, Nordostgrat
- Schwierigkeit: T6, bis Plan di Cavai als Wanderweg weiss-rot-weiss markiert
- Zeitaufwand: 4 Stunden

#### Durch die Ostflanke und über den Nordostgrat
Markierte Route
- Ausgangspunkt: Sils Maria (1809 m)
- Via: Vaüglia, Ca d'Starnam (2024 m), Ostmulde, Nordostgrat
- Schwierigkeit: T6, bis Ca d'Starnam als Wanderweg weiss-rot-weiss markiert, ab dort als Alpine Route weiss-blau-weiss markiert
- Zeitaufwand: 4½ Stunden

#### Durch die Ostflanke und über den oberen Südostgrat
- Ausgangspunkt: Sils Maria (1809 m)
- Via: Vaüglia, Ca d'Starnam (2024 m), Ostmulde, P.2968, Südostgrat
- Schwierigkeit: L, bis Ca d'Starnam als Wanderweg weiss-rot-weiss markiert, ab dort bis zur Ostmulde als Alpine Route weiss-blau-weiss markiert
- Zeitaufwand: 5 Stunden

#### Über den Südostgrat
- Ausgangspunkt: Sils Maria (1809 m)
- Via: Furcella da la Margna (2885 m)
- Schwierigkeit:  S, III / IV, eine Stelle V
- Zeitaufwand: 6–7 Stunden
- Erstbegehung: Hans Frick mit Christian Zippert und Hans Kasper, 14. August 1918[1]

#### Durch die Südwestflanke
Nicht empfehlenswert, kaum begangen
- Ausgangspunkt: Maloja (1815 m)
- Schwierigkeit: T6
- Zeitaufwand: 5–6 Stunden

#### Über den Nordwestgrat
- Ausgangspunkt: Maloja (1815 m)
- Via: Plan di Cavai (1987 m), L’Äla (2159 m), Pra da la Margna, La Margneta (2788 m), Nordnordwestgrat
- Schwierigkeit: T6, bis L’Äla als Wanderweg weiss-rot-weiss markiert
- Zeitaufwand: 4 Stunden

#### Variante (Zustieg von Nordosten)
- Ausgangspunkt: Maloja (1815 m)
- Via: Plan di Cavai (1987 m), Murtairac, Vadrec da Murtairac, La Margneta (2788 m), Nordnordwestgrat
- Schwierigkeit: T6, bis Plan di Cavai als Wanderweg weiss-rot-weiss markiert
- Zeitaufwand: 4 Stunden
- Erstbegehung: Theobald, Prevosti, Stampa mit dem Jäger E. Giovanoli, 11. August 1859[1]

#### Direkt durch die Nordflanke
- Ausgangspunkt: Maloja (1815 m)
- Via: Plan di Cavai (1987 m), Murtairac, Vadrec da Murtairac, direkt zum Gipfel
- Schwierigkeit: WS+, bis Plan di Cavai als Wanderweg weiss-rot-weiss markiert
- Zeitaufwand: 4 Stunden
- Bemerkung: Erste Ski-Abfahrt durch Heini Holzer vermutlich in den 70er Jahren[1]

### Winterrouten
Die Tour ist recht anstrengend und anspruchsvoll und alpinerfahrenen Skiläufern vorbehalten. Sichere Verhältnisse sind unbedingt Voraussetzung.

#### Von Maloja
Im Gipfelbereich sind einige Steilstufen zu überwinden, insbesondere im Zugang zum Fil da Murtairac (30–38° auf 200 Hm).
- Ausgangspunkt: Maloja (1815 m)
- Via: Plan Fond, Murtairac
- Expositionen: NW, N, NE
- Schwierigkeit: ZS+
- Zeitaufwand: 5 Stunden

#### Von Sils Maria
- Ausgangspunkt: Sils Maria (1809 m)
- Via: Vaüglia, Chantunatsch, Alp Petpreir, Alp Ca d'Starnam. Nun hat man zwei Möglichkeiten zum Gipfel. Die eine über Murtairac wird man bei Pulverschnee wählen, die andere über Cavörga eher bei Firn.

1. Westwärts zur Mulde Murtairac, dann wie Von Maloja
2. Dem Sommerweg folgend zur Alphütte auf Cavörga, Ostmulde, Nordostgrat

- Expositionen: NE, E
- Schwierigkeit: ZS+
- Zeitaufwand: 5½ Stunden

## Galerie

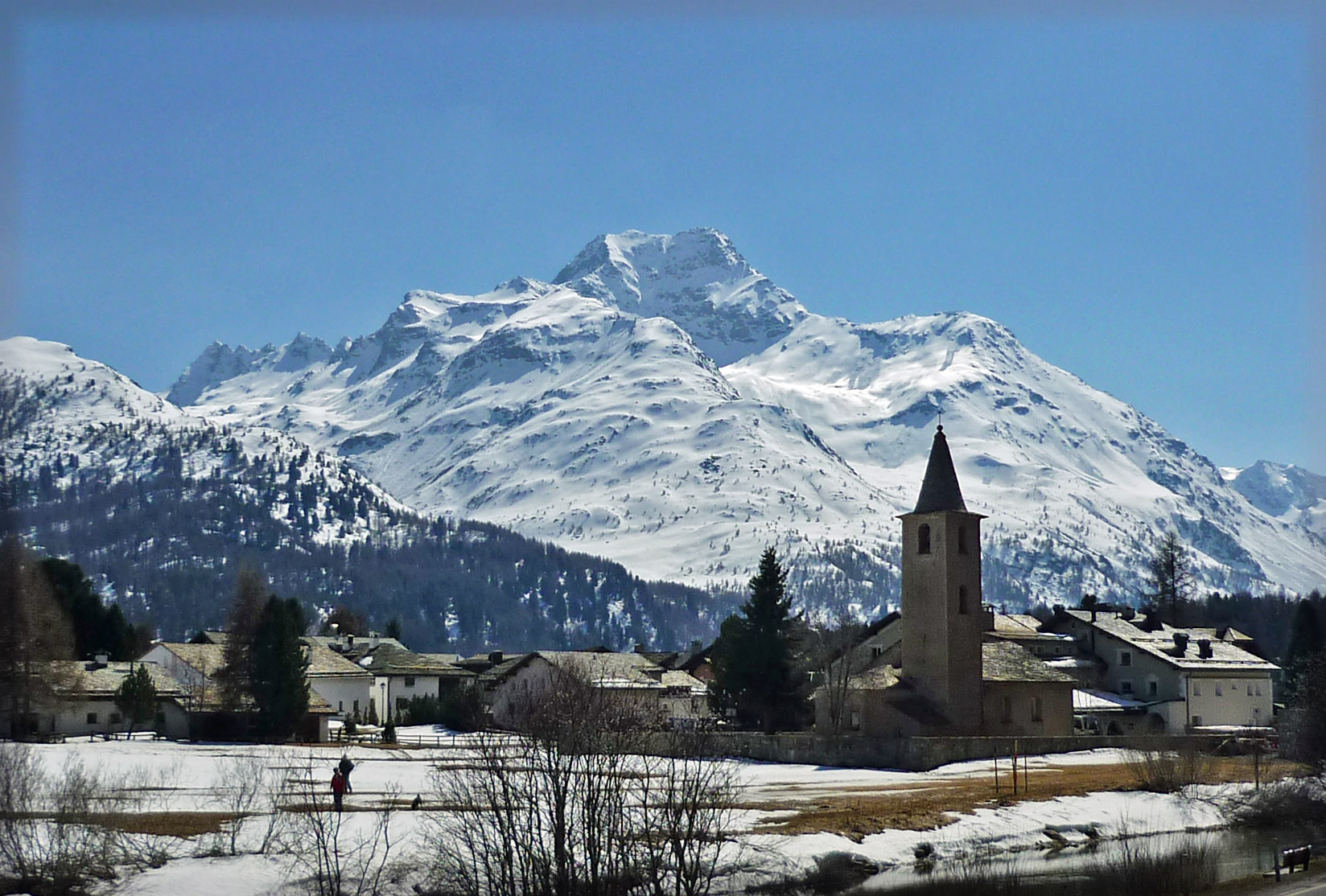
Nordost-Ansicht des Piz da la Margna, aufgenommen von Sils Baselgia.
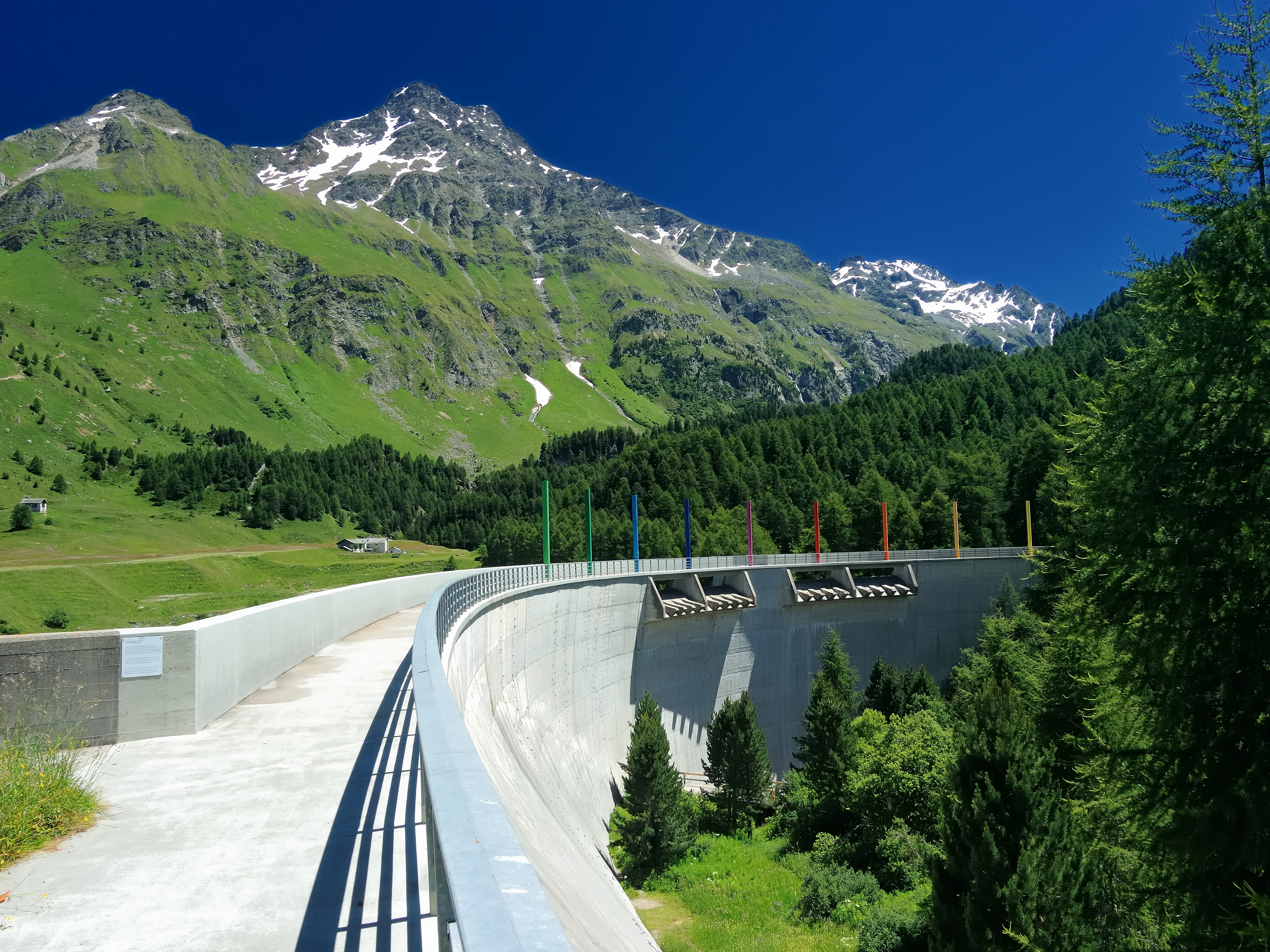
Nordwestansicht des Piz da la Margna, aufgenommen vom Staudamm Orden (Maloja).
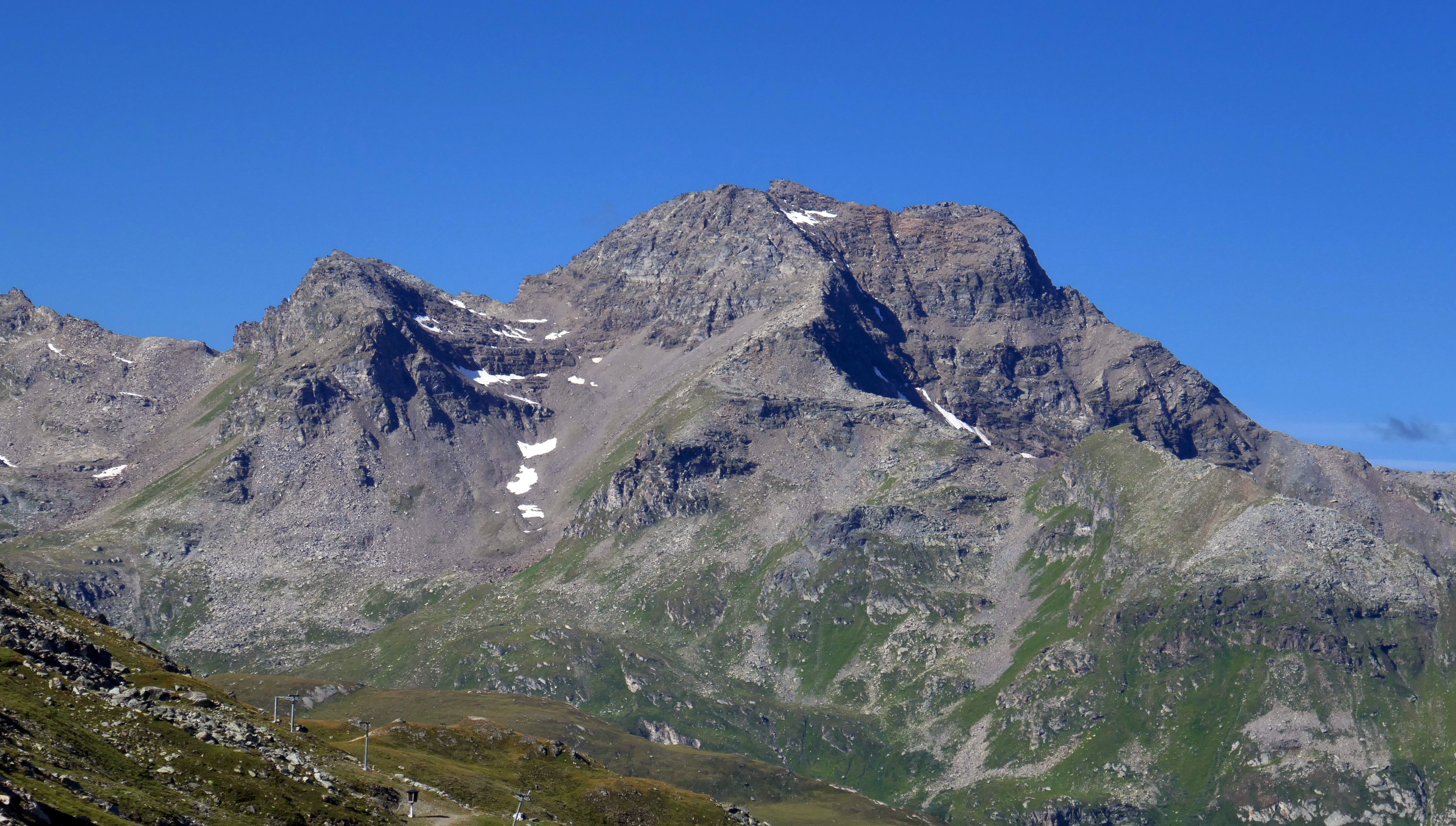
Ansicht vom Skigebiet Corvatsch.
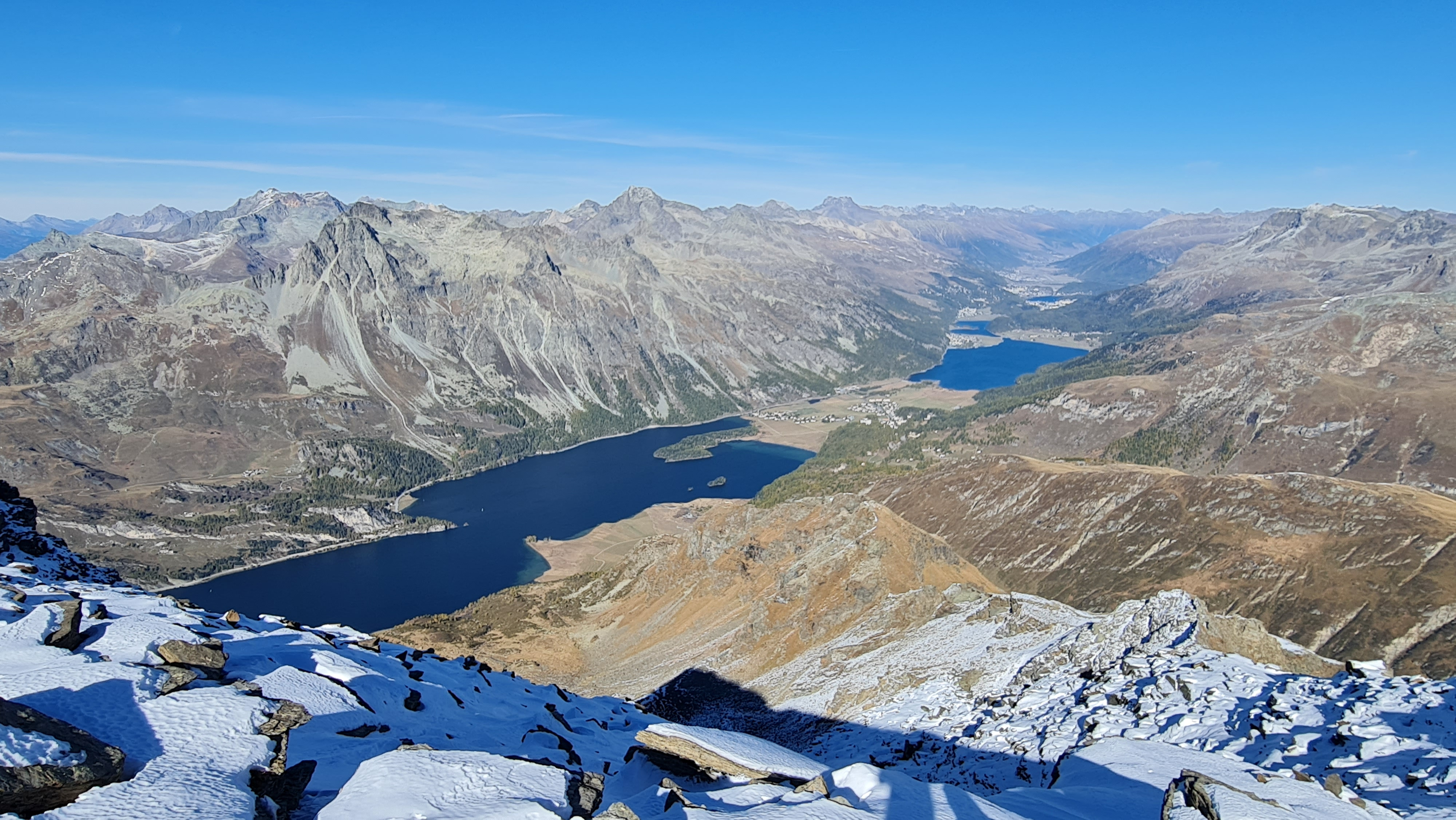
Blick vom Piz da la Margna auf die Seelandschaft des Oberengadins.